# Даллас Сміт
Даллас Сміт (англ. Dallas Smith, нар. 10 жовтня 1941, Гаміота, Манітоба) — колишній канадський хокеїст, що грав на позиції захисника. Грав за збірну команду Канади.

## Ігрова кар'єра
Професійну хокейну кар'єру розпочав 1959 року.
Протягом професійної клубної ігрової кар'єри, що тривала 20 років, захищав кольори команд «Бостон Брюїнс» та «Нью-Йорк Рейнджерс».
Виступав за національну збірну Канади.

## Нагороди та досягнення
- Нагорода Плюс-Мінус — 1969.
- Учасник матчу усіх зірок НХЛ — 1971, 1972, 1973, 1974.
- Володар Кубка Стенлі в складі «Бостон Брюїнс» — 1970, 1972.